# Spitzenfleck
Der Spitzenfleck (Libellula fulva) ist eine Libellenart aus der Familie der Segellibellen (Libellulidae) und gehört damit zu den Großlibellen (Anisoptera). Beim Spitzenfleck handelt es sich um eine Libelle mittlerer Größe mit vorwiegend mitteleuropäischem Verbreitungsgebiet.

## Merkmale
Der Spitzenfleck erreicht Flügelspannweiten von 7,5 bis 8 Zentimetern und gehört damit zu den mittelgroßen Libellen Mitteleuropas. Namensgebend ist das eingefärbte Flügelende (Apex) der Weibchen, welches hingegen bei den Männchen manchmal weniger deutlich zu finden ist. Am Ansatz der Hinterflügel beider Geschlechter befindet sich je ein dreieckiger, schwarz-brauner Basalfleck.
Wie auch der Plattbauch (Libellula depressa) weist der Spitzenfleck einen Sexualdimorphismus bezüglich der Körperfärbung auf. Junge Weibchen besitzen einen leuchtend orangefarbenen Körper, dessen Hinterleib (Abdomen) dorsal schwarze, zum Brustkorb (Thorax) hin sich verjüngende Dreiecke aufweist. Mit zunehmendem Alter verändert sich die Körperfärbung zu einem dunkleren Braun-Orange mit vergleichbaren, aber etwas ausgeprägteren Dreiecken oben auf dem Abdomen. Im Gegensatz zum Weibchen besitzt das ausgefärbte Männchen ein deutlich blau bereiftes Abdomen bei ansonsten ebenfalls brauner Körperfärbung. Die letzten drei Segmente des Abdomens sind schwarz-braun gefärbt. Juvenile Männchen gleichen dagegen noch den braun-orangen Weibchen.

### Ähnliche Arten
Vom Plattbauch unterscheidet sich der Spitzenfleck durch das Fehlen von dunkelbraunen Flecken an der Basis der Vorderflügel, also an der Ansatzstelle des ersten Flügelpaares am Thorax. Dem Großen Blaupfeil (Orthetrum cancellatum) dagegen fehlt jegliche Zeichnung an der Basis beider Flügelpaare.
Gegenüber dem Vierfleck (Libellula quadrimaculata) fehlt dem Spitzenfleck das zweite Farbmal am oberen Rand in der Mitte der Flügel (postnodal).

## Lebensweise
Der Spitzenfleck ist in den Monaten Mai bis Juni (Flugzeit) aktiv und vor allem an stehenden und langsam fließenden Gewässern mit Schilfbeständen an den Ufern zu finden, wobei die Gewässer vegetationsreich und sonnenbeschienen sein sollten.
An sonnigen Vormittagen findet man zuerst die Männchen, die als Ansitzjäger Sitzwarten mit freiem Blick auf das Gewässer aufsuchen und zudem gegen arteigene oder artfremde Rivalen ihr Revier verteidigen. Die Weibchen erscheinen im Gegensatz zu den Männchen erst in der Mittagszeit, sodass Paarungen erst am späten Mittag beobachtet werden können.

## Paarung und Entwicklung
Die Paarung der Spitzenflecke wird im Flug initiiert und wird in der nahe gelegenen Vegetation beendet. Dabei klammern sich die Weibchen am Abdomen der Männchen fest und verwischen mit ihren Beinen den bläulichen Wachsüberzug in der Abdomenmitte (vergleiche Fotos der reifen – blauen – Männchen).
Nachdem die Eiablage durch das Weibchen im Flug über dem Gewässer vollzogen wurde, schlüpfen die Larven des Spitzenflecks nach ca. zwei bis sechs Wochen. Die Larven benötigen nach mehreren Stadien im Gewässer etwa zwei Jahre, um ihre Entwicklung zur Imago abzuschließen.
Im Wasser sind Libellenlarven Räuber und besitzen als wirksamstes Organ für ihre räuberische Lebensweise die typische Fangmaske, die im Ruhezustand eingezogen unter dem Kopf liegt. Bei entsprechender Beute schnellt die Fangmaske hervor, um diese zu ergreifen. Die Larven der Großlibellen ernähren sich in der Regel von anderen Insektenlarven, aber auch von kleinen Wirbeltieren wie z. B. Kaulquappen.

## Bilder

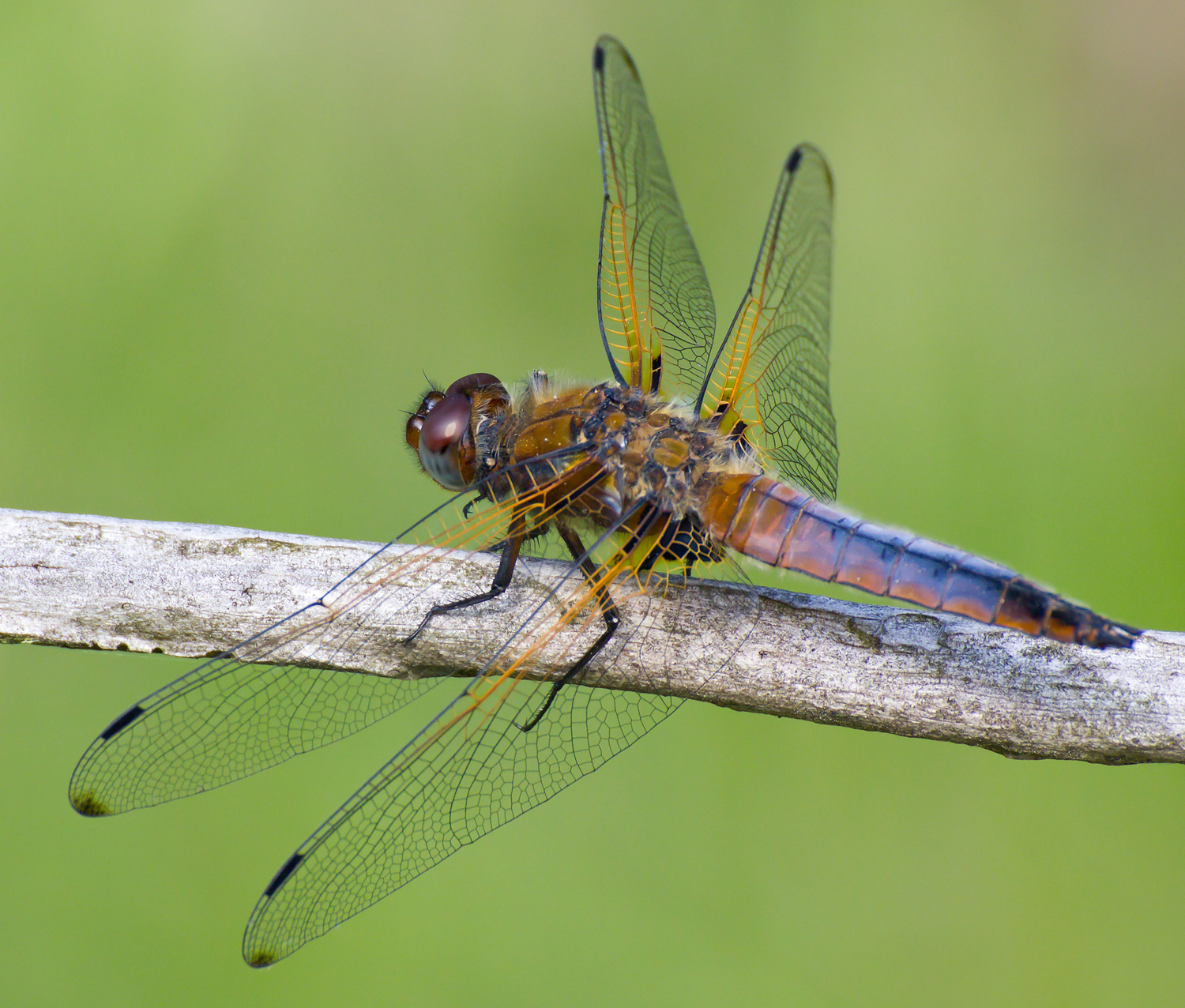
Gerade ausreifendes Männchen mit sich umfärbendem Abdomen (von Orange zu Blau)
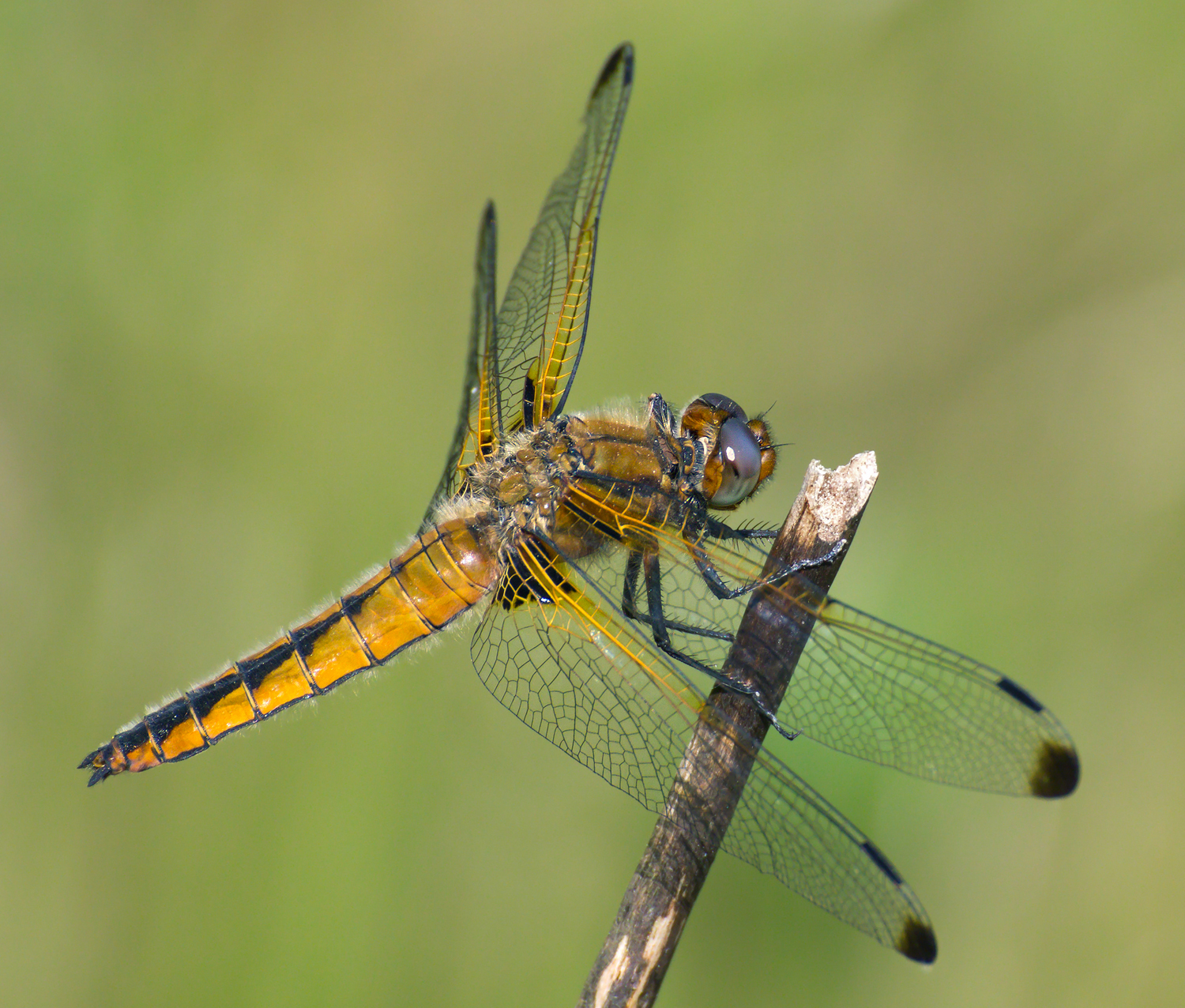
Junges Weibchen; die namensgebenden dunklen Flügelspitzen sind gut zu erkennen
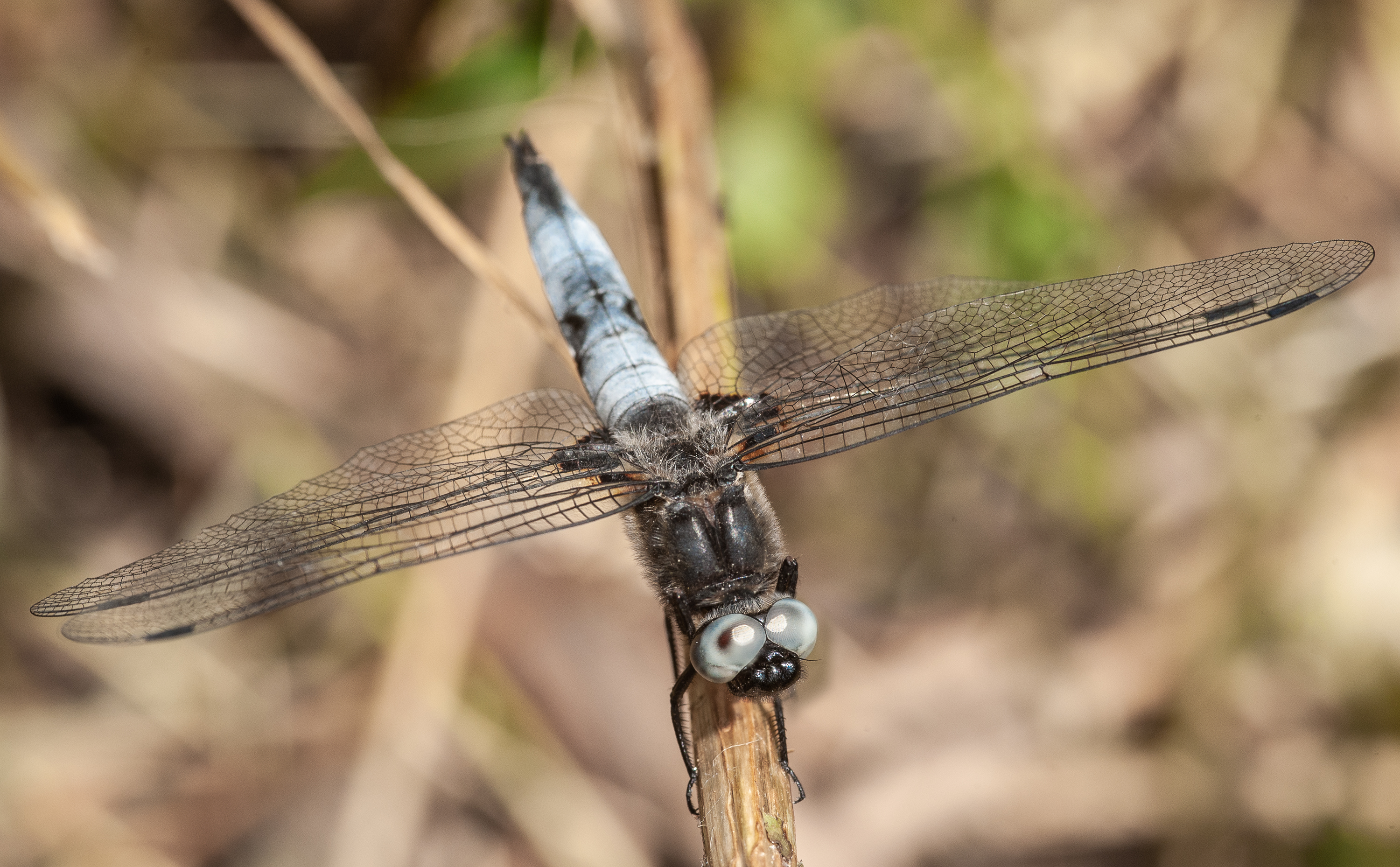
Ausgefärbtes Männchen nahezu ohne Fleckung der Flügelspitzen
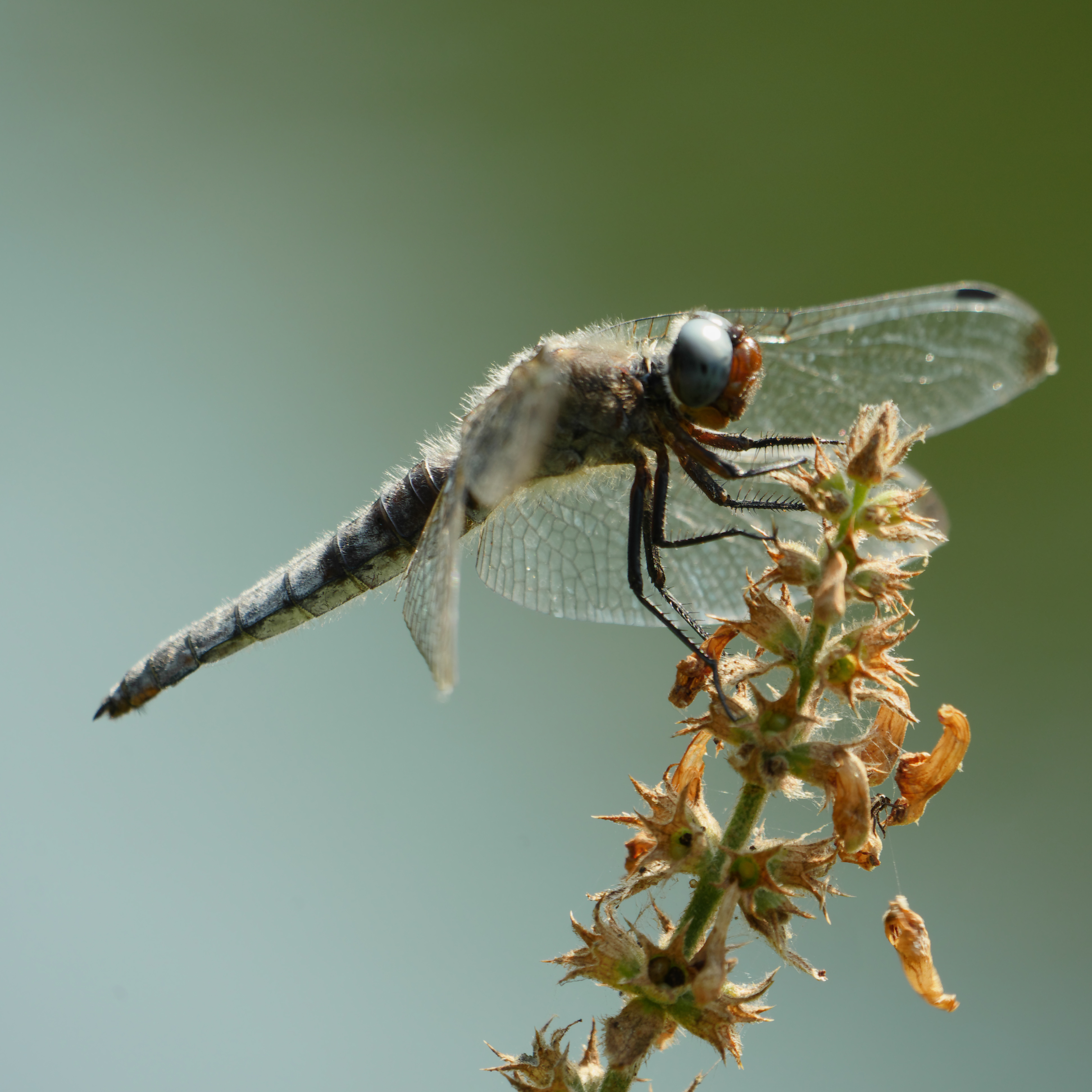
Altes Weibchen
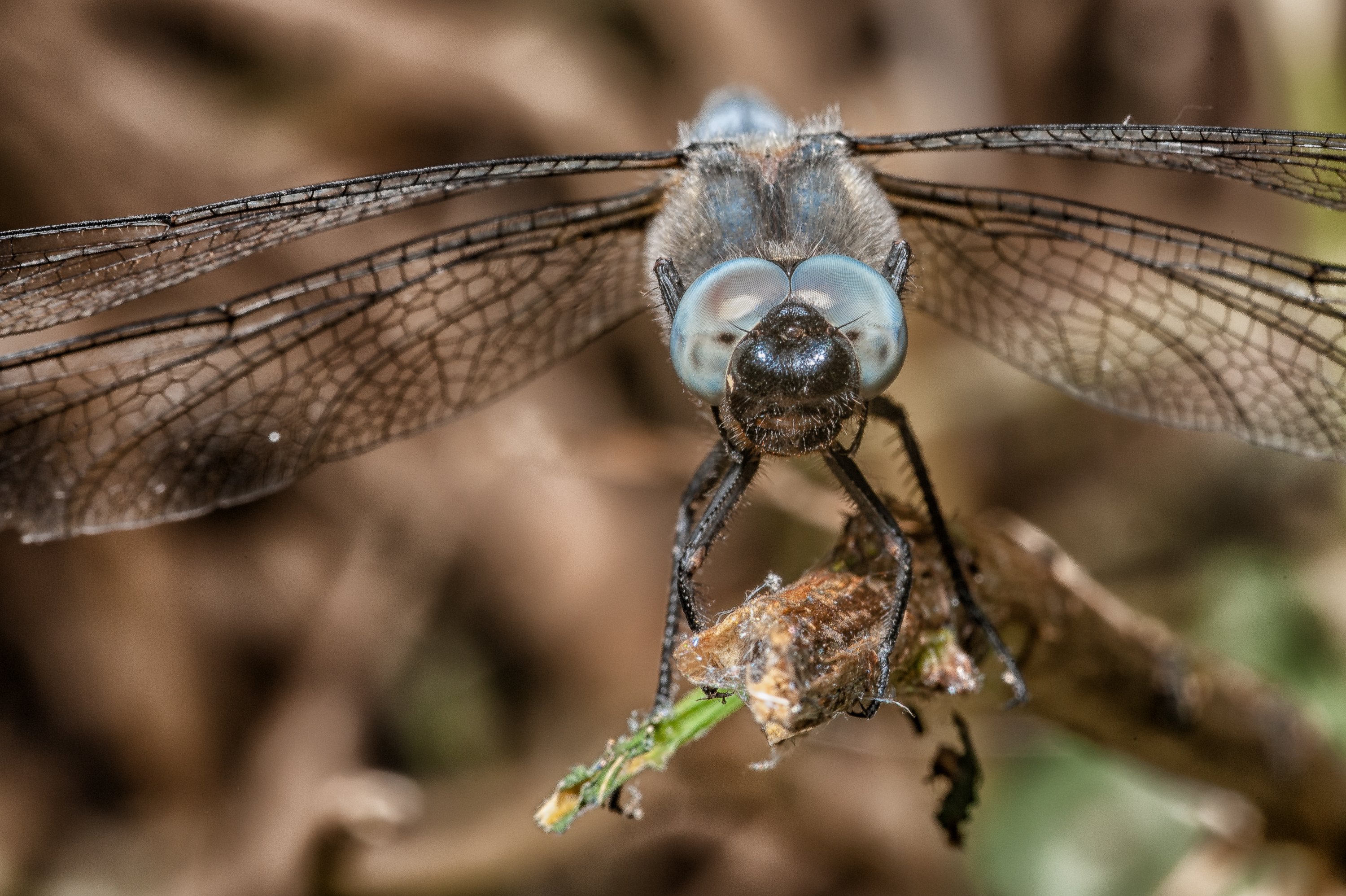
Gesicht
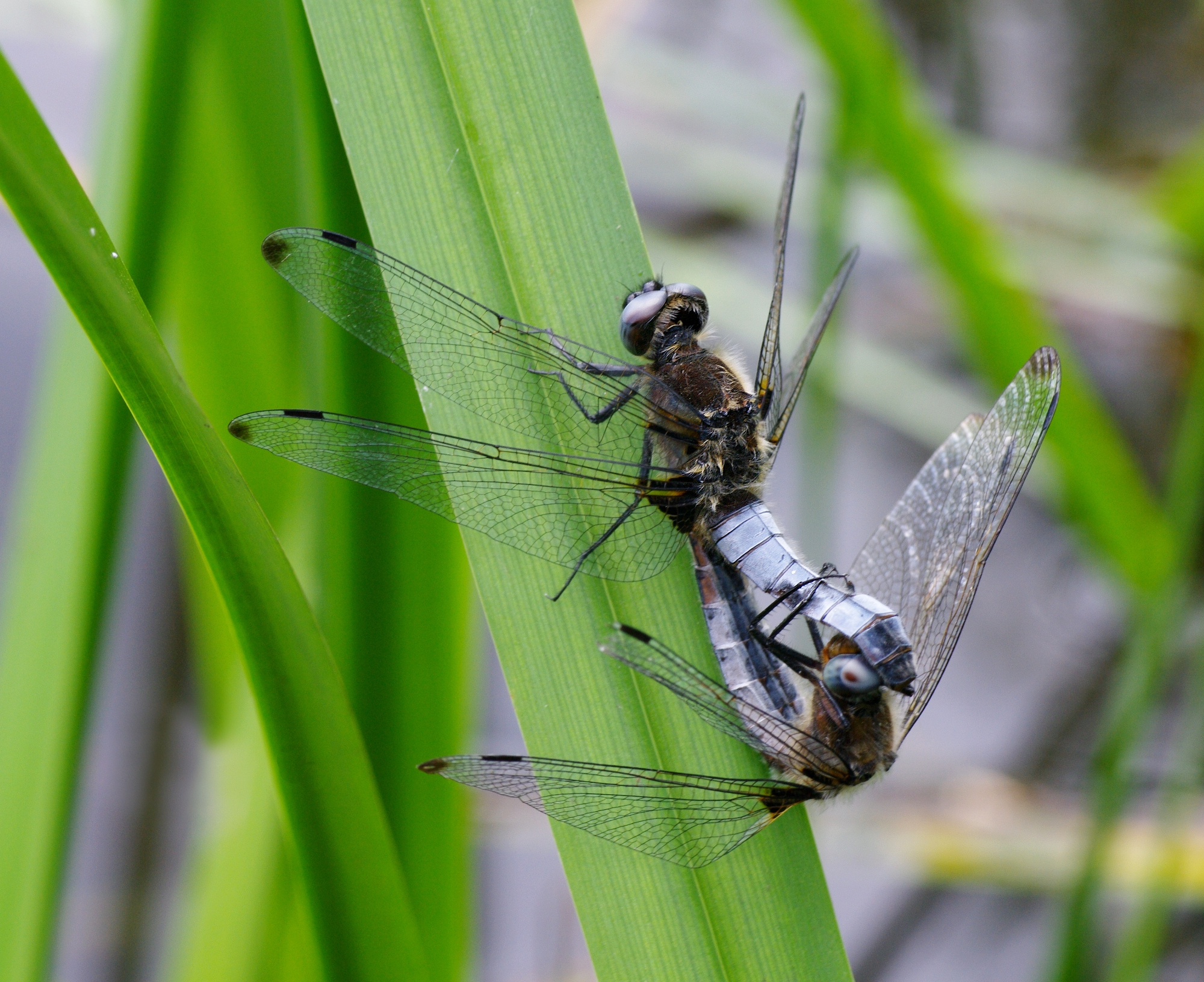
Paarungsrad

## Gefährdung
In der Roten Liste gefährdeter Tierarten für Deutschland war die Art 1998 noch als „stark gefährdet“ eingestuft worden. In der aktuell gültigen Fassung wird sie infolge verbesserter Strukturqualität in manchen Fließgewässerbiotopen jedoch als derzeit nicht gefährdet angesehen. Dies gilt auch für die Schweiz; in Österreich wird der Spitzenfleck jedoch als „EN – stark gefährdet“ geführt.